# Violent Revolution
| Críticas profissionais | Críticas profissionais |
| Avaliações da crítica  | Avaliações da crítica  |
| Fonte                  | Avaliação              |
| ---------------------- | ---------------------- |
| allmusic               | [ 1 ]                  |

Violent Revolution é o décimo álbum de estúdio da banda alemã Kreator, lançado em 2001. Com claras influências de death metal melódico, Violent Revolution é marcado por ser o retorno do Kreator ao thrash metal e a brutalidade do seu som, após a fase experimental dos anos 90.
Em 2005, Violent Revolution foi classificado como nº 436 no livro dos "500 Maiores Álbuns de Rock e Metal de Todos os Tempos" da revista Rock Hard.

## Faixas
Mille Petrozza compôs todas as canções.
| N.º            | Título                             | Duração |  |
| 1.             | "Reconquering the Throne"          | 4:13    |  |
| 2.             | "The Patriarch"                    | 0:52    |  |
| 3.             | "Violent Revolution"               | 4:55    |  |
| 4.             | "All of the Same Blood"            | 6:12    |  |
| 5.             | "Servant in Heaven – King in Hell" | 5:10    |  |
| 6.             | "Second Awakening"                 | 4:48    |  |
| 7.             | "Ghetto War"                       | 5:05    |  |
| 8.             | "Replicas of Life"                 | 7:34    |  |
| 9.             | "Slave Machinery"                  | 3:58    |  |
| 10.            | "Bitter Sweet Revenge"             | 5:25    |  |
| 11.            | "Mind on Fire"                     | 3:57    |  |
| 12.            | "System Decay"                     | 4:33    |  |
| Duração total: | Duração total:                     | 56:42   |  |

## Integrantes
- Mille Petrozza — guitarra, vocal
- Jürgen Reil — bateria
- Christian Giesler — baixo
- Sami Yli-Sirniö — guitarra